# Wapen van Hechtel-Eksel

Het wapen van Hechtel-Eksel (sinds 1985).

Het wapen van Hechtel-Eksel is het heraldisch wapen van de Limburgse gemeente Hechtel-Eksel. Het wapen werd op 8 juli 1986 bij Ministerieel Besluit aan de nieuwe fusiegemeente Hechtel-Eksel toegekend.

## Geschiedenis
Nadat Hechtel en Eksel in 1977 waren gefusioneerd tot Hechtel-Eksel, werd het voormalige gemeentewapen van Eksel aan de nieuwe gemeente toegekend aangezien Hechtel nog geen eigen wapen bezat. Dit wapen was gebaseerd op het oudst bekende zegel van de schout en schepenen van Eksel uit 1625. De letters verwijzen naar de plaatsnaam (vroeger Exel geschreven).

## Blazoenering
De huidige blazoenering luidt:

In zilver drie schuinbalken van sabel, respectievelijk beladen met de hoofdletters E X L van goud linkerschuinbalksgewijze geplaatst.
— Ministerieel Besluit van 8 juli 1986.